# Фідер (риболовля)

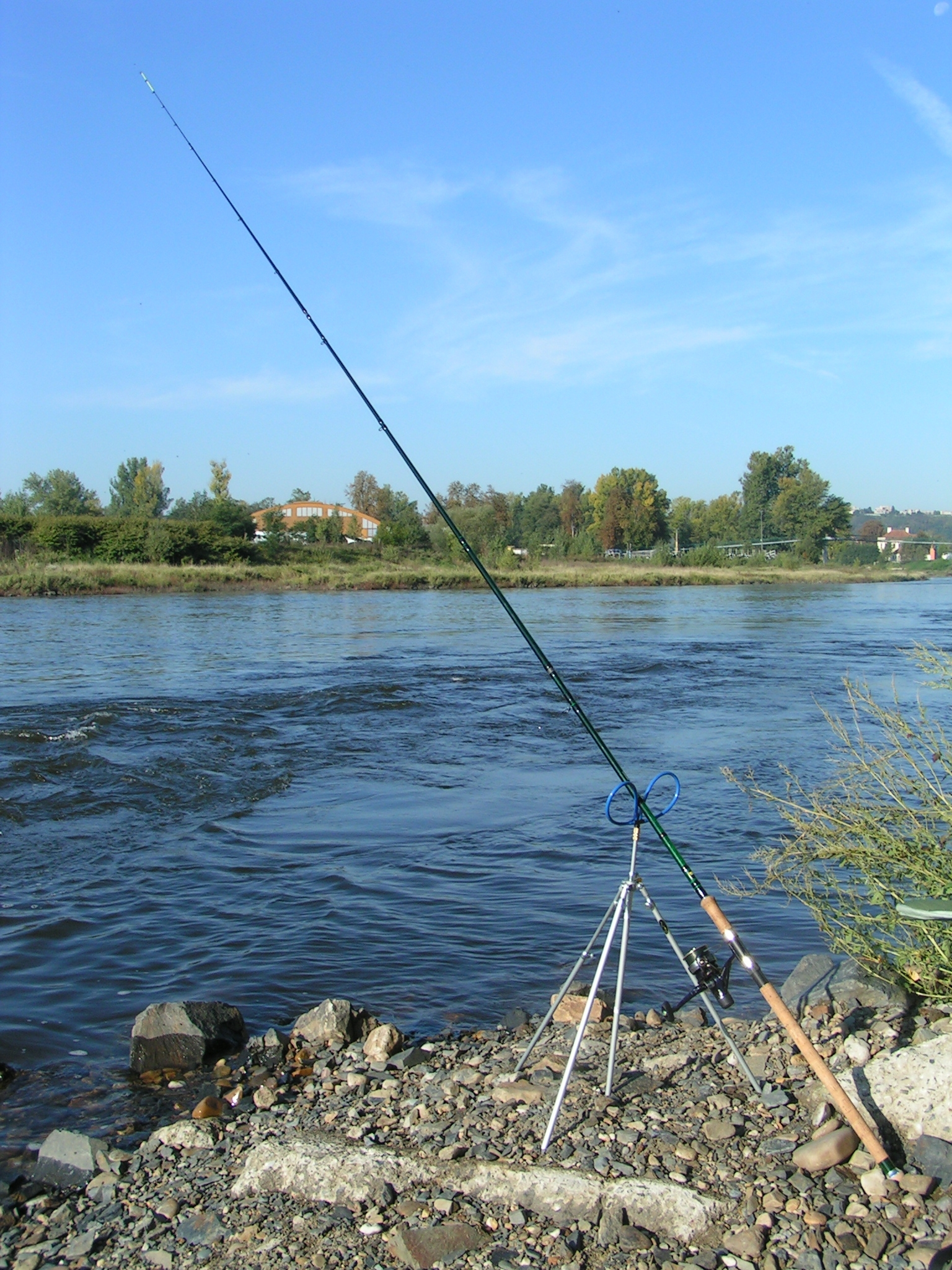
Риболовля з використанням фідера

Фідер (англ. feeder) — англійська рибальська донна снасть, а також спосіб риболовлі цією снастю. Особливість даного способу лову полягає у використанні спеціальних вудилищ з квівертипами (гнучкими вершинками), які виступають сигналізаторами кльову.
Фідер — снасть з грузилом-годівницею (англ. «to feed» — «годувати»), розрахована на донну риболовлю з постійним підгодовуванням місця лову. Після закидання корм вимивається з годівниці — частина буде з'їдена рибою, частина пошириться дном, створюючи так звану пляму прикорму.
Основною відмінністю вудилища фідера є наявність великої кількості кілець, а також тонкої і м'якої вершинки, яка і є головним показником кльову. У комплекті може бути кілька змінних вершинок з різним тестом (рекомендованими межами ваги снасті, що закидається). Як правило, в комплекті йде одна, дві або три вершинки. Довжина вудилища в основному варіюється від 2,7 до 4,2 метрів.
Для лову фідером застосовують спеціалізоване фідерне або пікерне вудилище, обладнане котушкою. Використовується ліска або плетений шнур, оснащений на кінці фідерною снастю. Фідерне оснащення складається з фідерної годівниці, поєднаної з грузилом і повідком з гачком.
Фідерне вудилище — це вудлище довжиною до 4 метрів з кільцями, причому його верхня частина конструктивно обладнана спеціальними гнучкими вершинками (квівертип) з різним тестом для реєстрації кльову. Квівертип повинен бути довжиною не менше 35 см, оснащений не менш ніж чотирма пропускними кільцями і мати добре помітне забарвлення на одному або кількох відрізках між ними. Конструктивно квівертипи бувають двох видів — змінні або стаціонарно вклеєні у верхню секцію, складаючи з вудилищем одну пряму лінію. У випадку з вклеєними квівертипами обов'язковим є вказівка їх тесту в унціях (Oz) або грамах на верхній секції вудилища.

## Класи фідерних вудилищ
Фідерні вудилища поділяються на кілька категорій, що визначаються за тестом вудилища . Тест вудилища — максимальна вага грузила, яке рекомендується використовувати з цим вудлищем. Варто враховувати, що при використанні годівниці до ваги самої годівниці варто додати ще вагу прикормки, а це приблизно 20-30 грамів.

### Ультра Лайт Фідер (Пікер)
Ця назва використовується рідко. Вудилища цього класу мають власну назву - Пікер (Picker).
Це вудилища довжиною від 2,4 до 3 метрів, що відрізняються невеликим тестом: до 40 грамів. Ідеально підходять для лову невеликої риби на невеликих дистанціях у стоячій воді або з невеликою течією. Дистанції для них також різні: якщо для пікера довжиною 2.4м оптимальна дистанція до 20 метрів, то 3-метровим пікером можна без проблем ловити на дистанції 40 метрів. 
Зазвичай пікери оснащують монофільною жилкою. Як оснастка може використовуватись як кормушка (годівния) або окреме грузило. Прикормка може проводитись з руки (як при поплавочній риболовлі) через невелику дистанцію лову.

### Лайт Фідер (Light feeder)
Вудилища від 3 до 3,6 метрів завдовжки із тестом до 60 грамів. Призначений для стоячої води, або водоймищ з невеликою течією. На відміну від пікера, дозволяє закидати снасть на велику дистанцію і боротися з більшою рибою.

### Медіум фідер (Medium feeder)
Довжина таких вудилищ, як правило 3,6 м, але трапляються й екземпляри 3,3 метри. Тест такого вудилища — від 80 до 100 грамів. Це найпоширеніший клас вудилищ, оскільки є універсальним. Їм зручно ловити і в стоячих водоймищах, і на течії.

### Хеві фідер (Heavy Feeder)
Теж поширений тип вудилища, оскільки прощає багато помилок. Тест: 100—120 грам, довжина 3,6-3,9 метрів, хоча у продажу є twin-моделі 3,60/4,20. Твін-фідер можна використовувати як з довжиною 3,6, а якщо вставити спеціальну додаткову пролонгу (яка йде в комплекті), то довжина збільшується до 4,20 м. Велика довжина дозволяє закидати годівницю на більш далекі відстані.

### Екстра хеві фідер (Extra Heavy Feeder)
Це фідер з тестом 120 грам і вище. Тести можуть бути до 200 і навіть до 300 грамів. Довжина таких вудилищ варіюються між 4,20 та 5,0 метрами. Такі вудилища фідерів створені виключно для найдальших закидів або найбільш потужних риб. На канал шириною 40 метрів та рибою до кілограма з таким фідером краще не їхати. Ловити звичайно можна, але дуже незручно.

### Свінгтип (Swingtip)
Свінгтипи є рідкісними серед «родини» вудилищ фідерів. Ця снасть дуже чуйна і призначена для лову невеликої та дуже обережної риби. Вершинка вудилища Swingtip має шарнірне кріплення, яке дозволяє побачити найслабше клювання.

## Стрій фідерних вудилищ
Крім тесту вудилища розрізняються ще і по строю:

### Швидкий стрій (Fast)
Це досить жорсткі вудилища, при навантаженні на які (під час закидів або ведення) вигинається лише сама вершинка (вона гнеться завжди) та перше від вершинки коліно. Фідери зі швидким строєм дозволяють повністю контролювати ведення, мають достатньо потужності щоб підняти велику рибу.

### Повільний стрій (Slow)
Характерне згинання по всій довжині бланку - тобто від вершинки до комелю. 
Фідери з таким строєм гірше здійсьнюють різке підсікання, але з таким строєм набагато легше поборотись в великою рибою так как згин бланку по його довжині амортизує ривки великої риби. Що таке фідерне вудилище та вибір такого вудлища. aquatory.com.ua (укр.). 05 липня 2012. Процитовано 12 березня 2024.

### Складний стрій (Progressive)
Стрій у якому невеликі навантаження згинають переважно вершинку, а при їх збільшенні в роботу включається весь бланк, поступово наближаючись формою до параболи.

## Прикормка
Одним з головних факторів риболовлі є залучення та утримання риби на місці лову. Для таких цілей при ловлі фідером (та і при будь-якій іншій ловлі мирної риби) використовується прикормка. Корм набивається у спеціальну годівницю, що має форму клітки. При виборі корму для риболовлі необхідно враховувати безліч факторів, і один з них — це клейкість прикормки. При лові в стоячій воді можна використовувати пухкий ароматний корм, але якщо його ж використовувати на річці — то течія швидко знесе його і від корму нічого не залишиться. Для цього на річках використовують більш клейкі прикормки, обтяжуючи їх землею або глиною.
Крім рослинних складових, в корм додають тваринний компонент: дрібного «кормового» мотиля або дрібного опариша . Риба обожнює цих комах і їх наявність у прикормці приверне рибу не тільки запахом, а й рухом.

## Жилка
У фідерній ловлі використовуються як монофільна ліска, так і плетений шнур. У кожного з них є як переваги, так і недоліки: Монофільна ліска має гарну розтяжність, що дозволяє знизити навантаження на вудилище під час ривків риби. Однак розтяжність монофільної ліски погіршує чутливість вудки при клювання. Монофільна ліска також дешевша, ніж плетений шнур. Плетений шнур практично не розтягується, тому з ним чутливість при клюванні вище, але більше і навантаження на вудилище при веденні. Плетений шнур також міцніший за монофільні ліски, тому є можливість застосовувати шнури меншого діаметра в порівнянні з монофільною ліскою. Для ловлі фідером великого коропа, а також для ловлі надлегким фідером (пікером) на невеликій дистанції частіше використовується монофільна ліска.
При використанні плетеного шнура основною ліскою, щоб компенсувати нерозтягування шнура і знизити навантаження на вудилище, а також щоб захистити плетений шнур від обривів через стирання найближчої до годівниці ділянки об кам'янисте дно, зазвичай після шнура застосовують вставку з монофільної ліски, або шнура більшого завтовшки, ніж основний. Вставка має назву «шок-лідер». Шок-лідер роблять довжиною приблизно рівною двом довжинам вудилища. На шок-лідері вже в'яжуть оснастку.

## Оснащення
Найпростішими оснащеннями є патерностер (або його різновид - петля Гарднера), симетрична петля та несиметрична петля . Їх легко можна зв'язати самому з ліски, не застосовуючи жодних трубочок та інших сторонніх матеріалів. Оснащення має бути вкрай просте і ефективне. У спортивній ловлі застосовується виключно оснащення Running Rig (часто помилково називається In-Line) без стопора вище годівниці для вивільнення риби при обриві снасті. Він досить простий, але при цьому дуже дієвий при ловлі коропа та білої риби. 
Окремо можна виділити оснащення з годівницею типу «Method», конкретніше з її різновидом, що називається «Flat». Вона являє собою плоский груз з пластиковими ребрами, що грають роль контейнера для підгодовування, яке при ловлі таким способом істотно більш в'язке, ніж зазвичай. Повідець оснащення Method/Flat короткий, зазвичай не довший 10 см, а гачок встромляється безпосередньо в масив прикормки. Даний тип оснастки застосовується в основному для лову коропа і білого амура, хоча може бути використаний і для великого карася, ліня, ляща та інших видів.

## Техніка лову

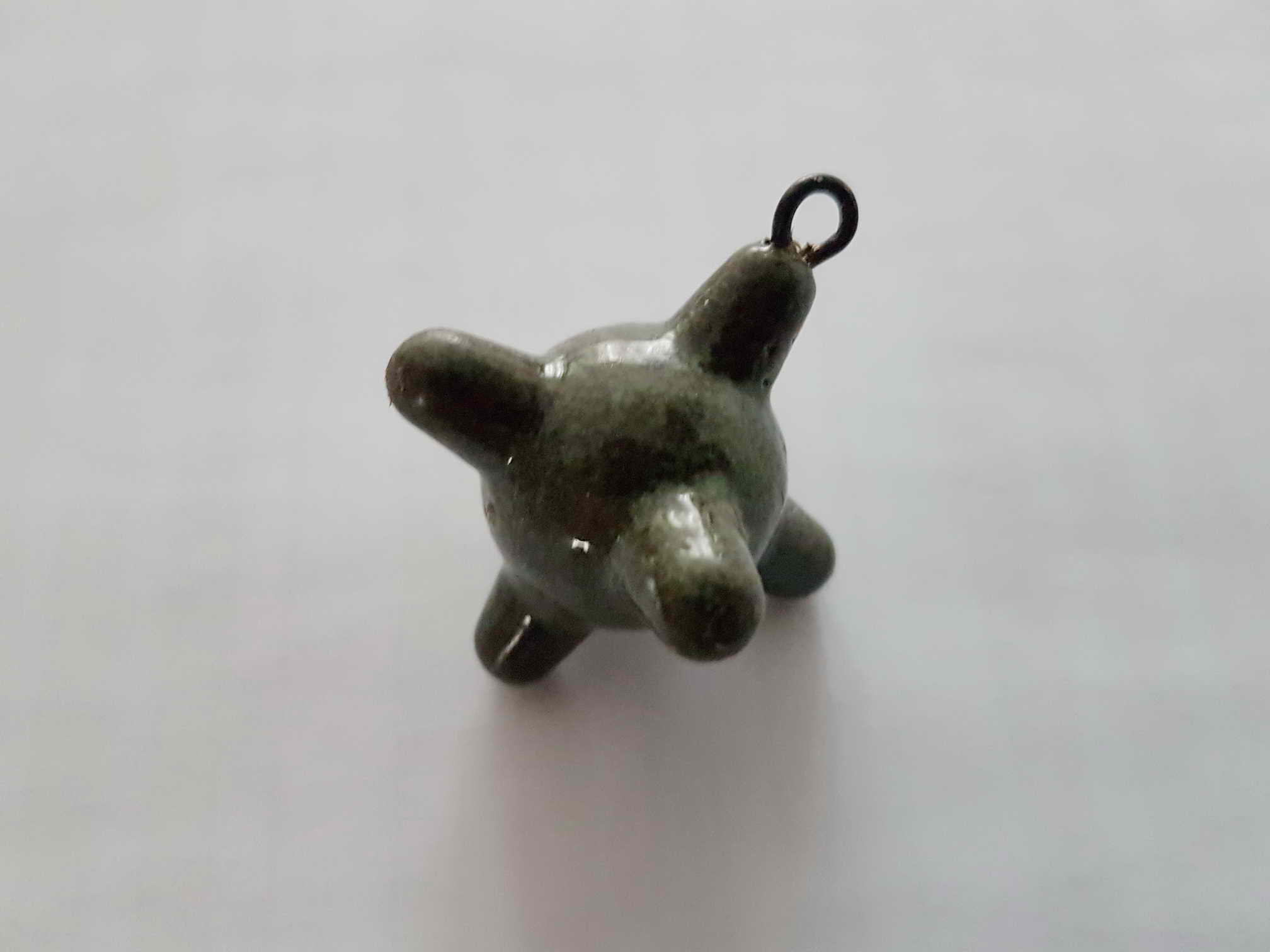
Маркерний грузик

Як правило приїжджаючи на водойму рибалки насамперед готують корм із сухих сумішей. Далі, поки корм настоюється переходять до підготовки снастей та іншого обладнання, а саме: крісло, садок, підсак та ін. Крім робочого місця необхідно знайти у водоймищі робочу точку: для цього маркерним грузиком «простукують» дно, на предмет знаходження якихось нерівностей. Грузик що тягнеться по дну добре передає рельєф дна разом з його твердістю. Після якісного проміру рибалка може скласти уявлення про характер дна водоймища, яке знаходиться перед ним. А знаючи дно, неважко вибрати перспективну точку та працювати саме з нею. Перед самим ловом корм зволожується до робочого стану і приступають до ловлі.
На початку лову в ту саму точку необхідно закинути кілька годівниць з прикормкою — так зване стартове загодовування, щоб якнайшвидше приманити рибу, а надалі можна вже не так шуміти і не лякати рибу великими годівницями. Одним із основних факторів є точність закидів. Для цього закидання має здійснюватися через голову. Мітка визначається за двома складовими: дальність (виставляється зачепом ліски за кліпсу шпулі котушки) та кут. Для визначення кута, як правило, вибирається якийсь орієнтир на протилежному березі (дерево, труба, лампочка тощо).), і при кожному наступному закиданні необхідно дотримуватись саме цього орієнтира. При закиданні комель вудилища необхідно спрямовувати на орієнтир і не збиватися з нього. Як правило, куди спрямований комель — туди ж летить і годівниця (якщо вітру немає). Таким чином, годівниця щоразу опускатиметься в одну точку. Варто відзначити, що прикормку необхідно зволожувати так, щоб при кожному діставанні снасті з води годівниця була порожньою. Весь корм має залишатися на дні.

## Чинники що впливають на кльов
Таких чинників багато. Починаючи від погоди, на яку нарікає безліч рибалок, закінчуючи гачками та товщиною ліски на повідку. Якщо при ловлі клювання слідує одне за одним, але підсікти рибу не вдається — то тут слід задуматися про те, що або довжина повідця неправильна, або гачок має неправильну форму, або він занадто великий для такої риби. Якщо ж клювати зовсім перестало, то в цьому випадку найкраще утоншувати снасть: тобто ставити дрібні гачки на тонких (аж до 0,08 мм) повідцях. Якщо риба в цьому місці є — вона обов'язково має дати знати про себе. Якщо цього не відбувається, то деякі рибалки користуються спеціальними ароматизаторами насадки. Варіантів ароматів — не порахувати. Іноді може спрацювати і анісова олія, а іноді сягає екзотичних ароматів «краб-черепашка», що є у продажу.

## Фідерний спорт
2 вересня 2011 року збірна України з фідеру здобула срібні медалі на чемпіонаті світу з лову риби фідером в Італії на річці Тибр у містечку Монтемоліно. Чемпіоном світу в особистому заліку став українець Олексій Страшний. Бронзова медаль також у спортсмена з України Олега Бойова.